# لیشتناو
لایشتناو (به آلمانی: Lichtenau) یک شهر در آلمان است که در میتل‌زاکسن واقع شده‌است. لایشتناو ۷٬۹۷۳ نفر جمعیت دارد.